# Municipi d'Ærø
El municipi d'Ærø és un petit municipi danès que va ser creat l'1 de gener del 2007 com a part de la Reforma Municipal Danesa, integrant els antics municipis de Marstal amb el d'Ærøskøbing. El municipi és format per l'illa d'Ærø i l'illot de Birkholm, situades a l'estret del Petit Belt, al sud de l'illa de Fiònia. Forma part de la Regió de Syddanmark, abastant una superfície de 417 km².
La població més important és Marstal (2.216 habitants el 2009) però la seu administrativa del municipi és a la vila d'Ærøskøbing (982 habitants el 2009). Altres poblacions del municipi són:
- Søby
- Bregninge
- Vindeballe
- Ommel

Resultats de les eleccions del 18 de novembre del 2009:
| Partit                      | vots | % vots |
| --------------------------- | ---- | ------ |
| Socialdemokratiet           | 875  | 19.8   |
| Det Radikale Venstre        | 1120 | 2.7    |
| Det Konservative Folkeparti | 1083 | 24.5   |
| Socialistisk Folkeparti     | 278  | 6.3    |
| Ærø Borgerliste             | 1063 | 24.0   |
| Venstre                     | 1008 | 22.8   |

## Alcaldes
| Alcalde               | Període               | Partit                  |
| --------------------- | --------------------- | ----------------------- |
| Jørgen Otto Jørgensen | 1-1-2007 a 31-12-2009 | Socialdemokratiet       |
| Karsten Landro        | 1-1-2010 a 31-12-2013 | Konservative Folkeparti |